# Campionato asiatico maschile di pallamano 2002
Il Campionato asiatico maschile di pallamano 2002 è stata la decima edizione del torneo organizzato dalla Asian Handball Federation e rivolto a nazionali asiatiche di pallamano maschile. Il torneo si è svolto dal 10 al 19 febbraio 2002 in Iran, ospitato nella città di Isfahan.
Il torneo ha visto l'affermazione della nazionale del Kuwait per la seconda volta nella sua storia.

## Squadre partecipanti
- Kuwait
- Iran
- Qatar
- Bahrein
- Corea del Sud
- Arabia Saudita
- Giappone

## Podio
| Pos. | Squadra        |
| ---- | -------------- |
| 1°   | Kuwait         |
| 2°   | Qatar          |
| 3°   | Arabia Saudita |